# Alberto Tasso
Alberto Rodolfo Tasso (Ameghino, 13 de diciembre de 1943) es un sociólogo, historiador y escritor argentino radicado en la provincia de Santiago del Estero.

## Biografía
En su juventud residió en Junín y Buenos Aires, y desde 1970 reside en Santiago del Estero. Cursó la carrera de Sociología en la Universidad Católica Argentina, obteniendo el título de grado en 1972. Fue docente en la Facultad de Filosofía y Letras de la Universidad Nacional de Tucumán y en la Universidad de Santiago del Estero. Es investigador del Conicet desde 1991 y en el año 2002 se doctoró en Historia en la Universidad de Buenos Aires.
Ha llevado adelante investigaciones sobre la sociedad y la historia de la provincia de Santiago del Estero, aportando libros fundamentales como Mujeres que trabajan la tierra. Un estudio sobre las mujeres rurales en la Argentina (con Cristina Biaggi, Cecilia Canevari y Mira Díaz, 2007) y Ferrocarril, quebracho y alfalfa. Un ciclo de agricultura capitalista en Santiago del Estero (2007). Ha dirigido y dictado numerosas conferencias sobre temas de sociología actual, de arte popular y de historia rural y del Noroeste argentino.
Tuvo una actuación importante en la difusión en los ámbitos académicos y en la prensa del crimen de María Soledad Morales (1990) y de su relevancia social y política.
Desde su juventud ha escrito en diversos medios de las ciudades de Junín, Santiago del Estero y Buenos Aires. Incursionó joven en la poesía, y ha publicado cinco libros de poemas y dos de novelas. Es director de la Biblioteca Popular Amalio Olmos Castro de Santiago del Estero y propietario de una editorial, Barco Edita, que dirige junto a su hijo Pablo Tasso, que publica especialmente títulos de interés regional.

## Libros publicados
- Los Hambres, poesía (1974)
- Secreto Sol, poesía (1978)
- Educación, tecnología y empleo en Santiago del Estero (1983)
- Aventura, trabajo y poder. Sirios y libaneses en Santiago del Estero (1989)
- Dibujos al Carbón, poesía (1996)
- Amores que no cierran, cuentos (1996)
- La Jornada del Cazador, poesía (1998)
- Incidentes al anochecer, poesía (2002)
- Plan maestro para la toma del poder, y otros escritos sobre política y pueblo en Santiago (2004)
- Cartas al próximo Gobernador de Santiago. Una encuesta de opinión ciudadana en una sociedad en transición (2005)
- Mujeres que trabajan la tierra. Un estudio sobre las mujeres rurales en la Argentina con Cristina Biaggi, Cecilia Canevari y Mira Díaz (2007)
- Ferrocarril, quebracho y alfalfa. Un ciclo de agricultura capitalista en Santiago del Estero (2007)
- Volviendo sin Chevrolet 51. De Ameghino a Junín, con escalas, novela (2009)
- A una mujer dormida, poesía (2011)
- Pasando el tiempo. Poesía reunida 1959-2012, poesía (EDUNSE, 2013)